# Institut für Kulturforschung Graubünden

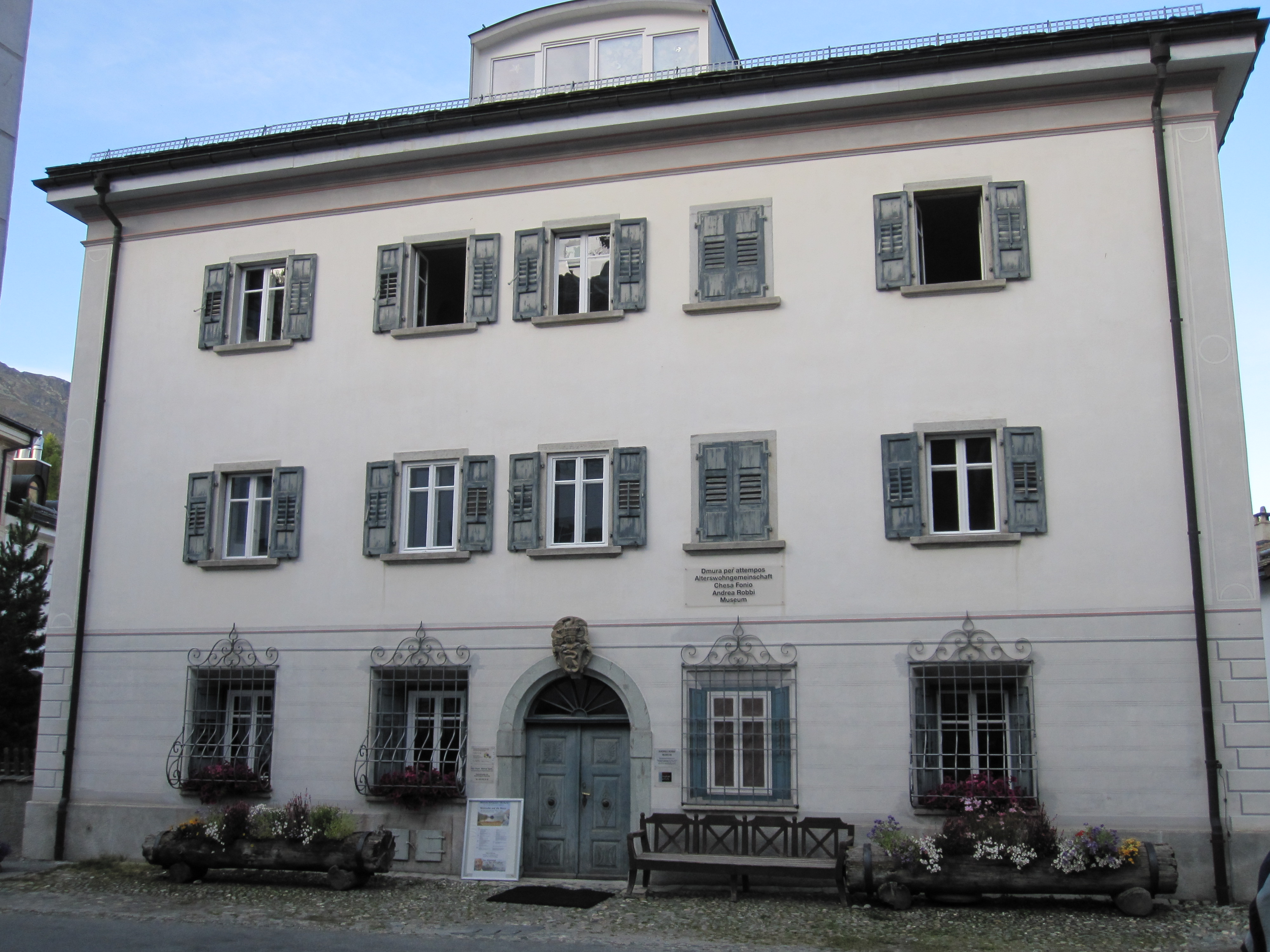
Die Chesa Fonio in Sils im Engadin, in der u. a. die Filiale des Instituts für Kulturforschung untergebracht ist

Das Institut für Kulturforschung Graubünden (offizielle Abkürzung ikg) wird getragen vom seit 1985 bestehenden Verein für Bündner Kulturforschung (VBK) und ist institutionelles Dach kulturwissenschaftlicher Forschungsarbeiten, die den Kanton Graubünden betreffen.
Das Institut ist in der Churer Altstadt in der Reichsgasse domiziliert. Seit 2005 besteht eine Außenstelle in Sils im Engadin/Segl.
Langjähriger Leiter bis zu seiner Pensionierung 2009 war Georg Jäger. Bis Mai 2017 wurde das Institut von Marius Risi geführt, heute ist Cordula Seger die Institutsleiterin.
Forschungsschwerpunkte sind die Siedlungsgeschichte Graubündens einschliesslich der Baukultur (hier wird zum Teil mit dem Bündner Heimatschutz zusammengearbeitet), die Entwicklung der Mehrsprachigkeit des dreisprachigen Kantons, Volkskunde und Kunst- und Musikgeschichte. Ein Forschungsrat, besetzt mit Dozenten Schweizer Universitäten und Fachhochschulen, begleitet die Forschungsprojekte. Das Institut wird zu gleichen Teilen vom Kanton Graubünden, der selbst keine eigene Universität unterhält, und von der Eidgenossenschaft subventioniert.